# Vincenzo Denizot
Vincenzo Denizot fue un director de cine mudo de origen francés que desarrolló gran parte de su carrera en Italia.

## Biografía
Apenas existen referencias biográficas sobre Vincent C. Dènizot, su verdadero nombre. De sus inicios en el cine se conoce su intervención como actor protagonista en Cristoph Colomb y Le règne de Louis XIV, películas dirigidas por Vincent Lorant-Heibronn en 1904. Al año siguiente participó en Esmeralda como ayudante de dirección.
Poco después se incorporó, procedente de los estudios Eclair, al Ufficio Soggetti dirigido por Oreste Mentasti, empresa en la que coincidirá con Lucien Nonguet, Gino Zaccaria, Sandro Camasio y Mario Morais. Incorporado a la plantilla de Itala Film, dirigió algunas películas como Tigris (1913), que obtuvo un gran éxito en Estados Unidos. En 1915 abrió la serie de películas protagonizadas por Maciste, personaje nacido en Cabiria. En 1922 Milano Films estrenó siete películas dirigidas por él.

## Filmografía parcial

### Actor
- Christophe Colomb, como Cristóbal Colón (1904)
- Le règne de Louis XIV, como Luis XIV (1904)

### Ayudante de dirección
- Esmeralda, dirigida por Alice Guy y Victorin-Hippolyte Jasset (1905)

### Director
- I misteri della psiche (1912)
- Come una sorella (1912)
- Tigris (1913)
- Maciste, con  Luigi Romano Borgnetto (1915)
- Il fabbro del convento (1922)